# Кветники
Кветники (пол. Kwietniki, нім. Blumenau) — село в Польщі, у гміні Пашовиці Яворського повіту Нижньосілезького воєводства.
Населення — 226 осіб (2011).
У 1975-1998 роках село належало до Легницького воєводства.

## Демографія
Демографічна структура станом на 31 березня 2011 року:
|          | Загалом | Допрацездатний вік | Працездатний вік | Постпрацездатний вік |
| -------- | ------- | ------------------ | ---------------- | -------------------- |
| Чоловіки | 105     | 20                 | 79               | 6                    |
| Жінки    | 121     | 25                 | 70               | 26                   |
| Разом    | 226     | 45                 | 149              | 32                   |

## Галерея

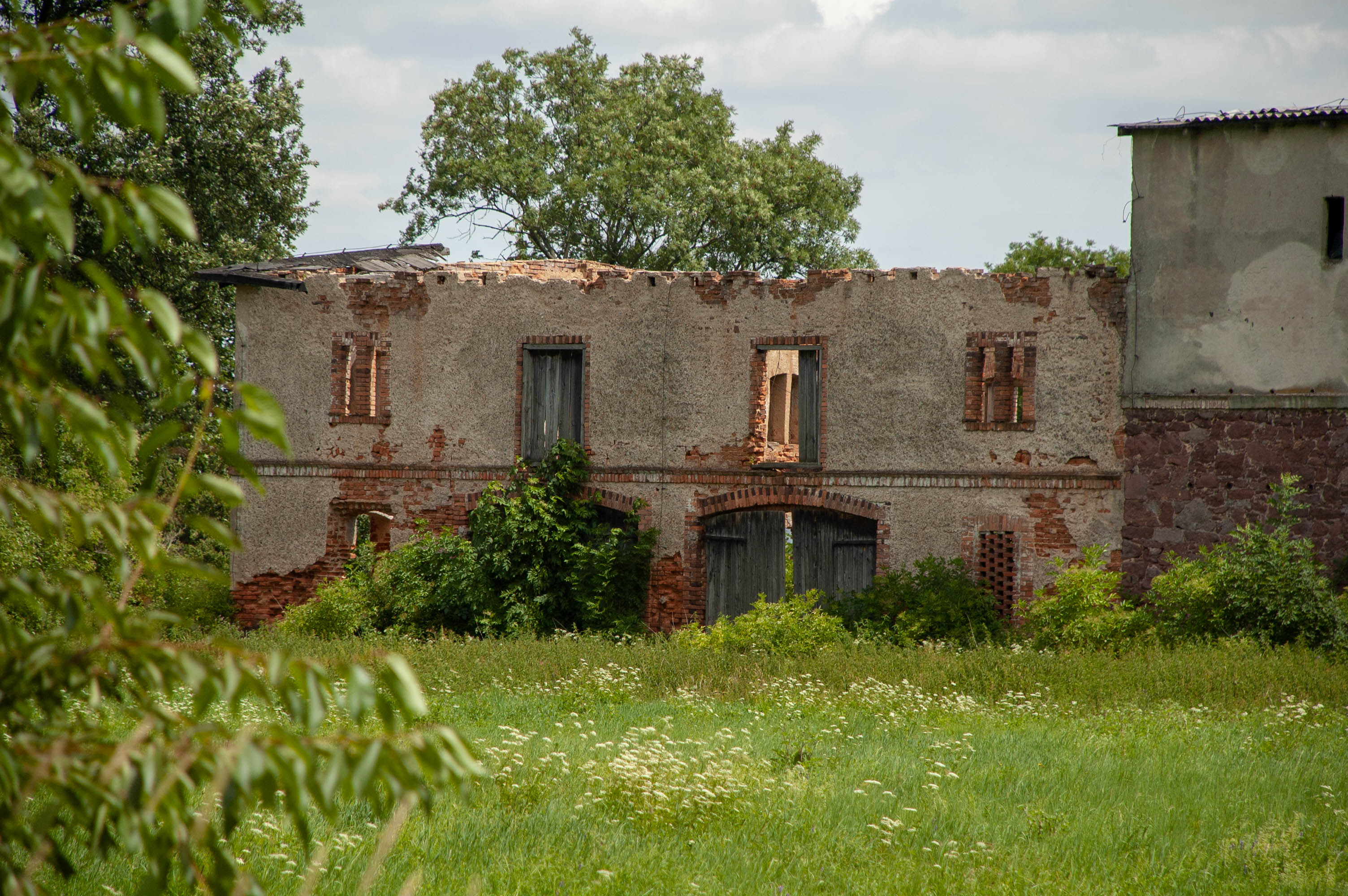
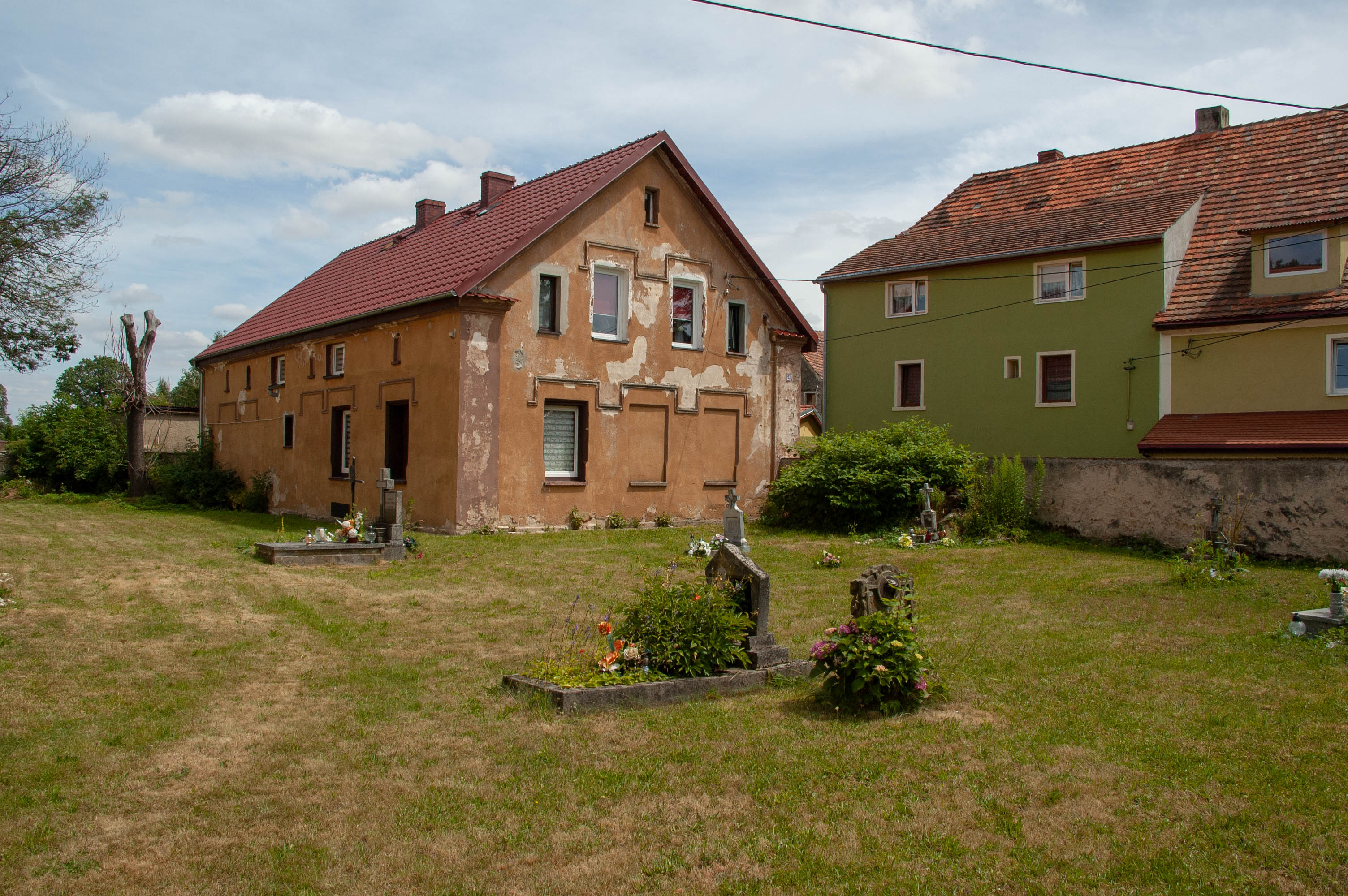
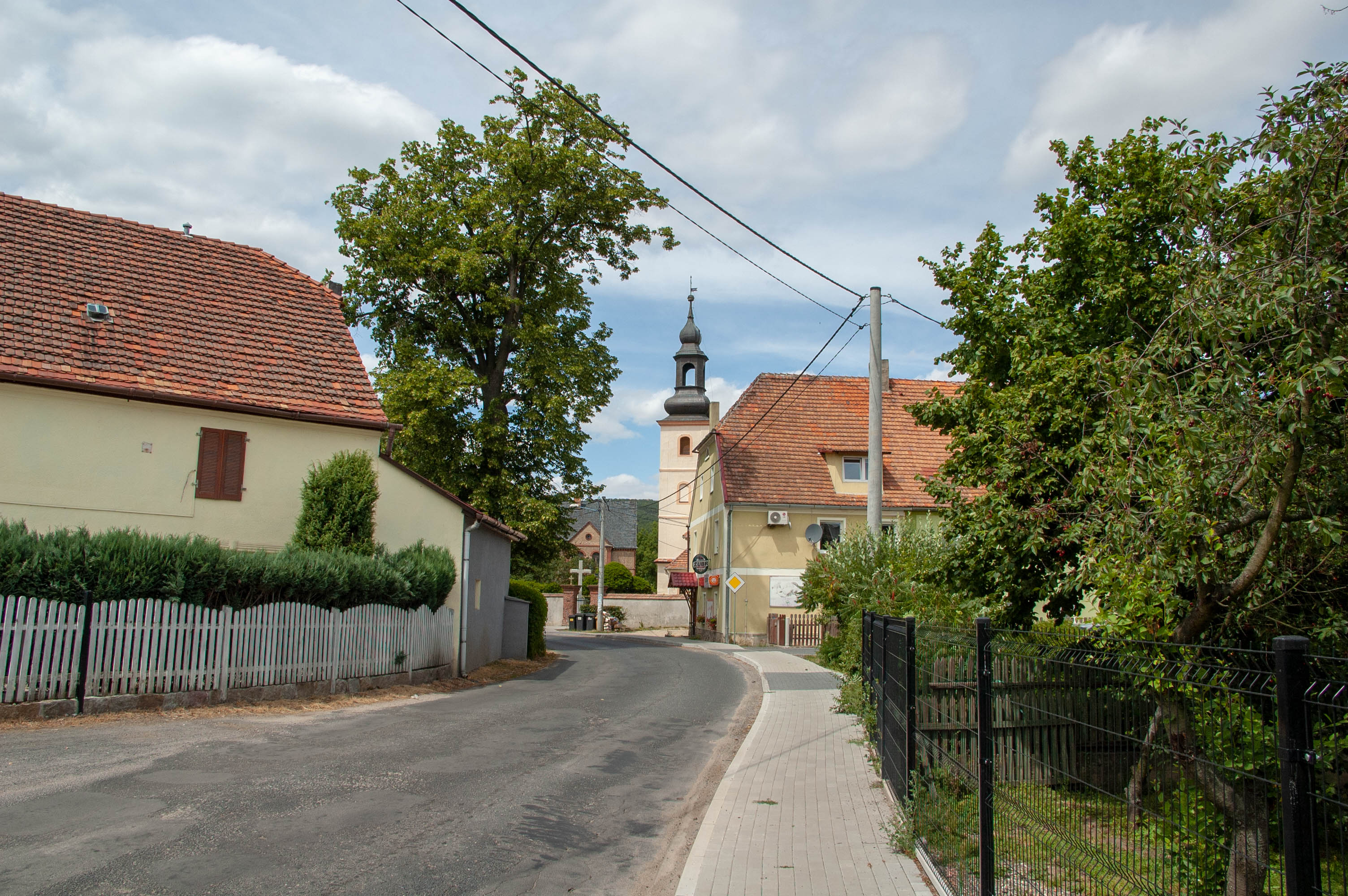